# 武貴人
武貴人（ぶきじん、？ - 乾隆45年(1780年)）は、清の乾隆帝の妃嬪。姓や出自は不明。

## 生涯
生年不詳、誕生日は10月18日。
乾隆29年（1764年）3月22日、愉妃海氏のもとに仕えていた学規矩女子（妃嬪のもとで礼儀作法を学ぶ若い女性）が「那常在」となり、同じく穎妃巴林氏のもとに仕えていた学規矩女子が「武常在」に冊封された。
乾隆44年（1779年）の大晦日の宮廷宴にも「武常在」の名があり、その後武貴人に昇格した。

### 死去と埋葬
乾隆45年（1780年）、武貴人が死去し、遺体は静安荘に一時安置された。
乾隆46年（1781年）12月2日、武貴人の遺品が整理・提出された。
乾隆49年（1784年）9月8日、裕陵妃園寝（乾隆帝の陵墓内の妃嬪の墓域）に埋葬された。

## 伝記資料
- 『清史稿』